# Navrikpé
Navrikpé est une localité située dans le département de Dissin de la province de l'Ioba dans la région Sud-Ouest au Burkina Faso.

## Histoire
En 2006, le village de Méon est administrativement autonomisé de Navrikpé.

## Santé et éducation
Le centre de soins le plus proche de Navrikpé est le centre médical (CM) de Dissin tandis que le centre médical avec antenne chirurgicale (CMA) de la province se trouve à Dano.
Le village possède une école primaire publique.